# Жозе Падиља
Жозе Падиља (порт. José Padilha, рођен 1. августа 1967. у Рио де Женеиру) је бразилски филмски режисер, продуцент и сценариста. Најпознатији је као режисер филмова Елитна јединица и Елитна јединица 2, као и по римејку филма Робокап из 2014. Освојио је Златног медведа на Берлинском међународном филмском фестивалу за Елитну јединицу 2008. године. Такође је продуцент и режисер Нетфликсове серије Наркос, у којој Пабла Ескобара глуми Вагнер Моура, његов чести сарадник на филмским пројектима.

## Приватни живот
Падиља је рођен у Рио де Женеиру. Прије него што се почео бавити снимањем филмова, студирао је бизнис, политичке науке и економију у родном граду. Након тога је похађао Универзитет у Оксфорду, гдје је студирао књижевност и међународне односе. Године 1997. основао је продукцијску кућу Zazen Produções са Маркосом Прадом, којег је упознао на Оксфорду. 